# Геохимические циклы
Геохимические циклы — совокупность последовательно происходящих явлений и процессов, приводящих к круговороту химических элементов и их соединений в земной коре. К ним относятся процессы выветривания, осадконакопления, метаморфизма, магматизма. Каждый химический элемент в соответствии с его химическими свойствами имеет свой геохимический цикл. Выделяют геохимические циклы различного масштаба, например циклы биогеохимического круговорота элементов атмосферы, почв, грунтовых вод и живого вещества или циклы преобразования вещества в процессах выветривания — осадконакопления — метаморфизма — выветривания и т. д. При взаимодействии различных циклов создается сложная система путей миграции химических элементов. Представление о геохимических циклах позволяет связать отдельные процессы в единую схему, составить схему распределения химических элементов в земной коре в целом, описать основные пути миграции химических элементов. Термин «геохимические циклы» предложен А. Е. Ферсманом (1934).